# Flusensieb
Ein Flusensieb oder auch Fusselsieb ist ein Sieb in einer Waschmaschine oder einem Wäschetrockner.

## Waschmaschine
Das Flusensieb einer Waschmaschine befindet sich im Kreislauf der Laugenpumpe, aus dem es ursprünglich Fusseln und Flusen zurückhalten sollte, welche das System verstopfen könnten.
Der offizielle Name für dieses Bauteil lautet Kleinteilfalle oder Fremdkörperfalle: Seine Hauptaufgabe besteht mittlerweile im Auffangen von Haarklammern, Münzen, Muttern, Schrauben, Schmuck, Nägeln und ähnlichen harten Kleinteilen, die in Taschen von Kleidungsstücken usw. vergessen wurden und die Laugenpumpe blockieren oder beschädigen können. Fusseln jedoch führen in den Laugenpumpen selten zu Problemen, und die Gitter der Kleinteilfallen sind dafür auch mittlerweile zu grob.
Gitterförmige Flusensiebe müssen regelmäßig gereinigt werden: Dies erhöht die Leistung, Zuverlässigkeit und Energieeffizienz der Waschmaschine.

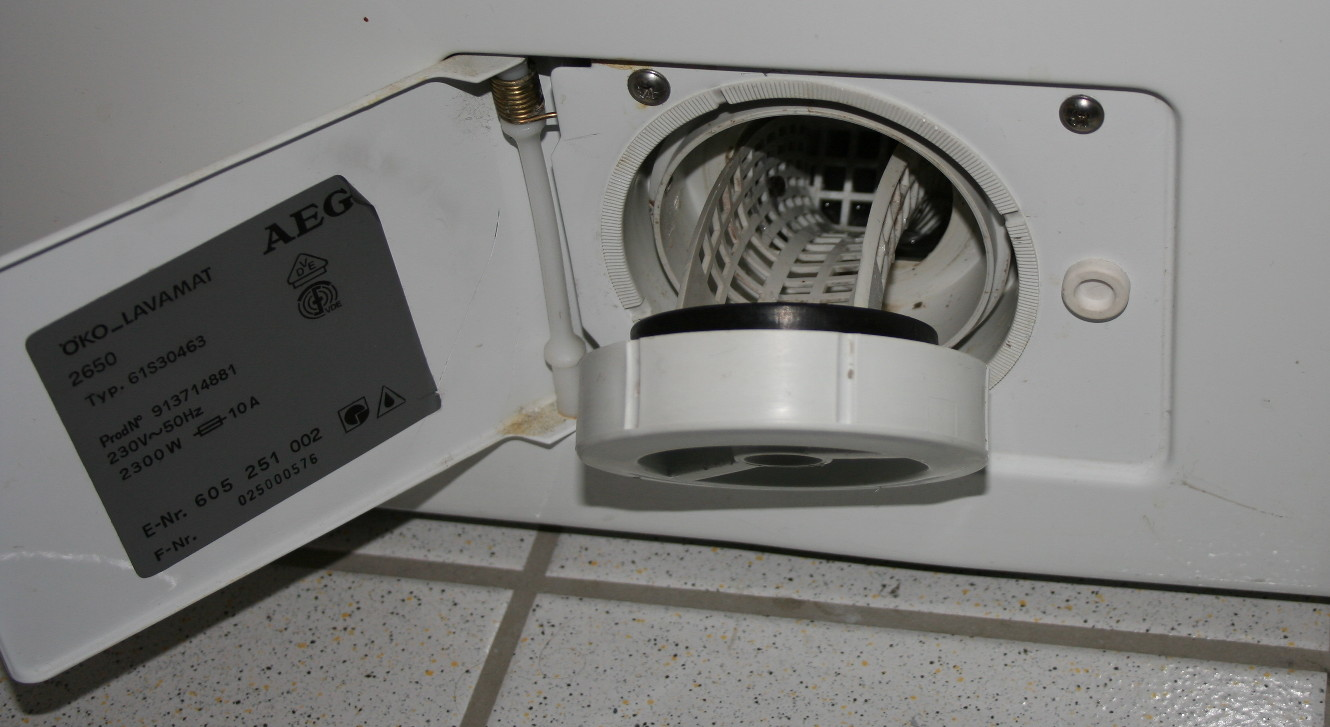
Flusensieb an der Vorderseite einer Waschmaschine
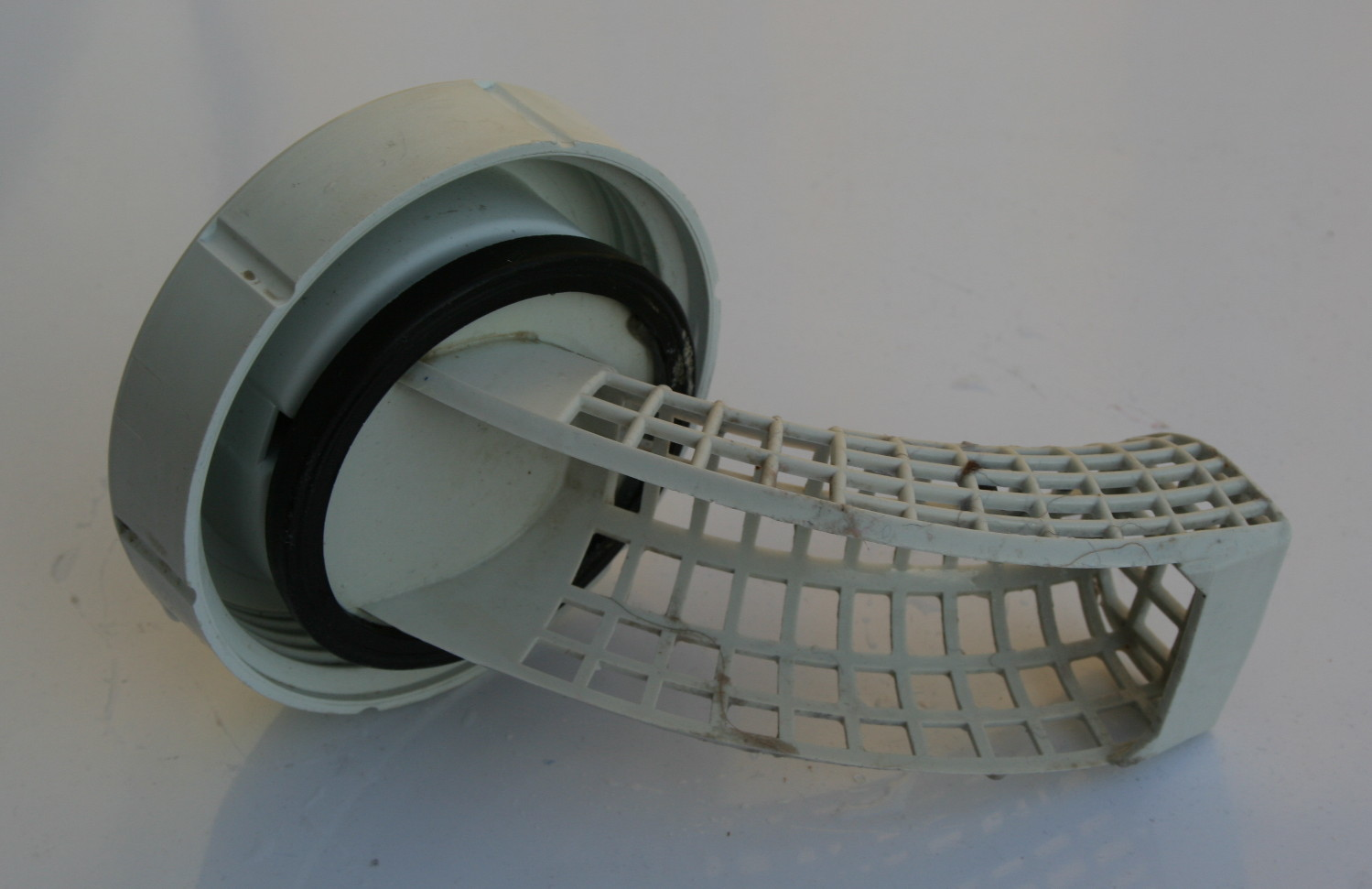
Ausgebaute Kleinteilfalle
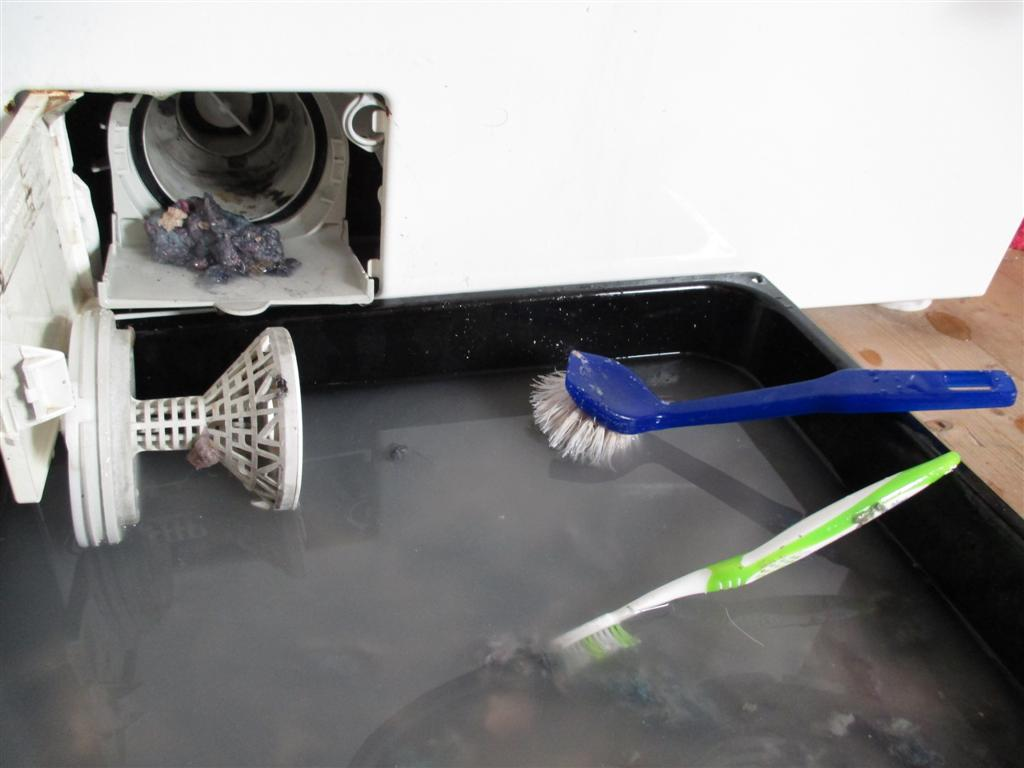
Flusensieb nach dem Reinigen mit Auffangwanne (tiefes Backblech) und Putzwerkzeug
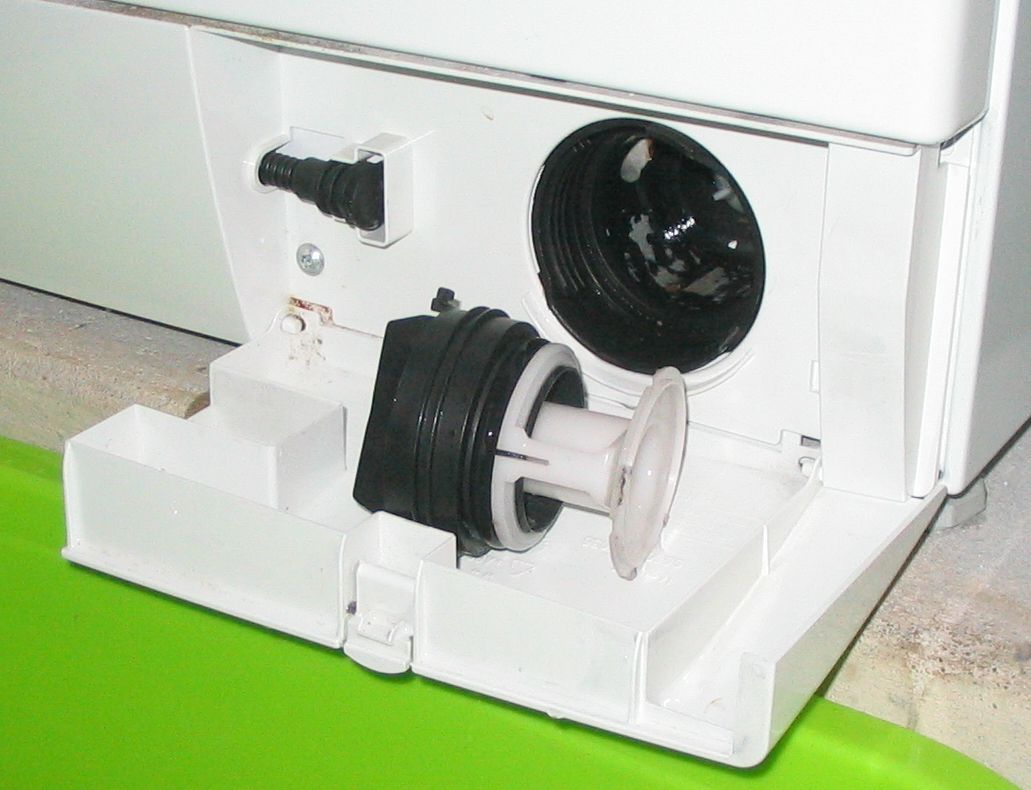
Kleinteilfalle ohne Gitterstruktur einer Waschmaschine

## Wäschetrockner
Bei einem Wäschetrockner befindet sich das Flusensieb im Luftstrom des Gerätes, üblicherweise in der Tür oder darunter.
Das Flusensieb erfordert nach jedem Trockenvorgang eine Wartung, dazu kann es werkzeuglos entnommen, gereinigt und wieder eingebaut werden. Nicht gewartete oder mit Flusen stark zugesetzte Flusensiebe verursachen einen hohen Strömungswiderstand, der sowohl die Trockenleistung mindert als auch den Trockenvorgang verlängert. Einige Geräte erkennen nicht gewartete oder mit Flusen zugesetzte Flusensiebe und fordern den Nutzer durch ein Signal zur Wartung auf.

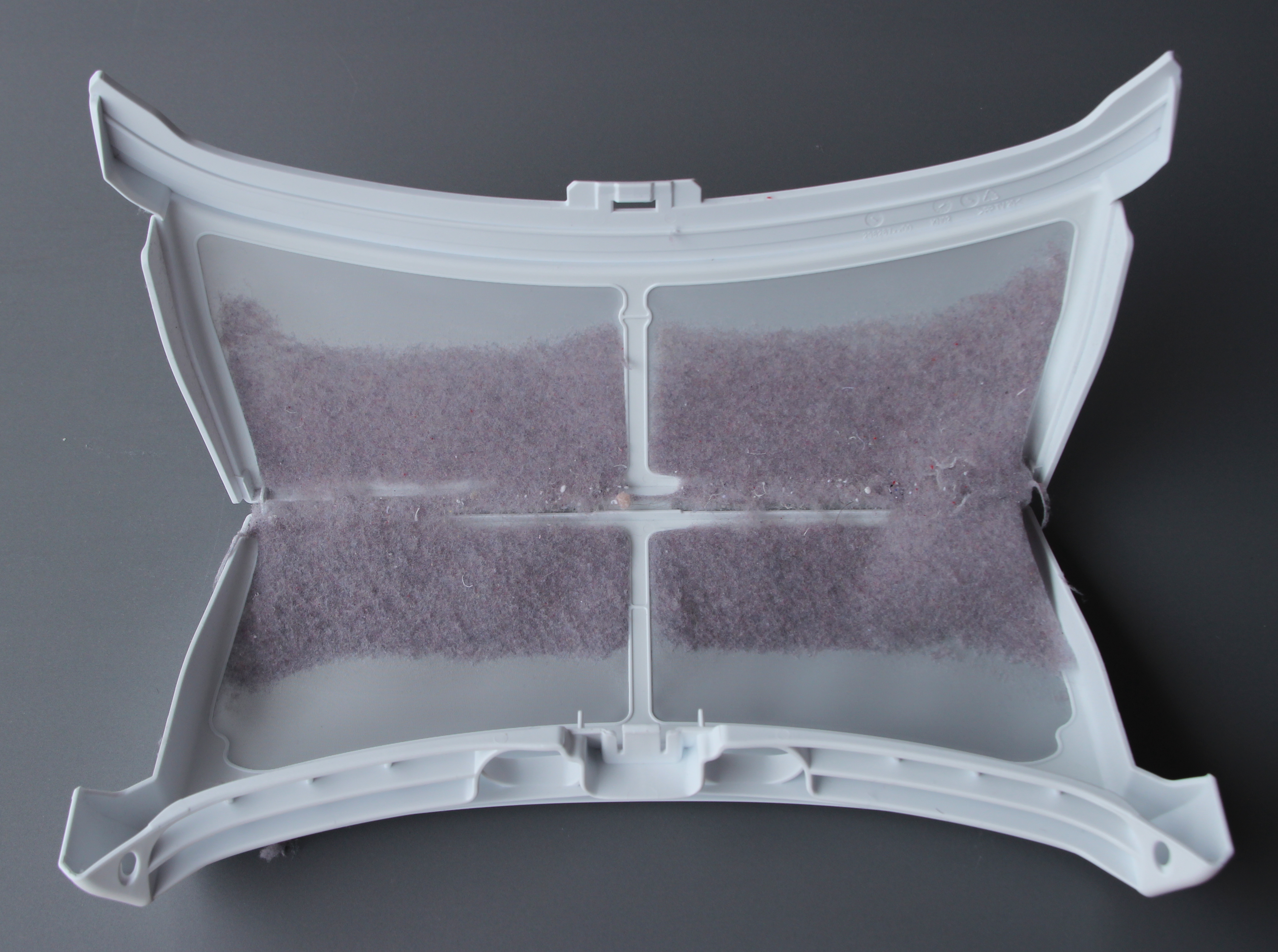
Flusensieb eines Trockners mit Flusen.
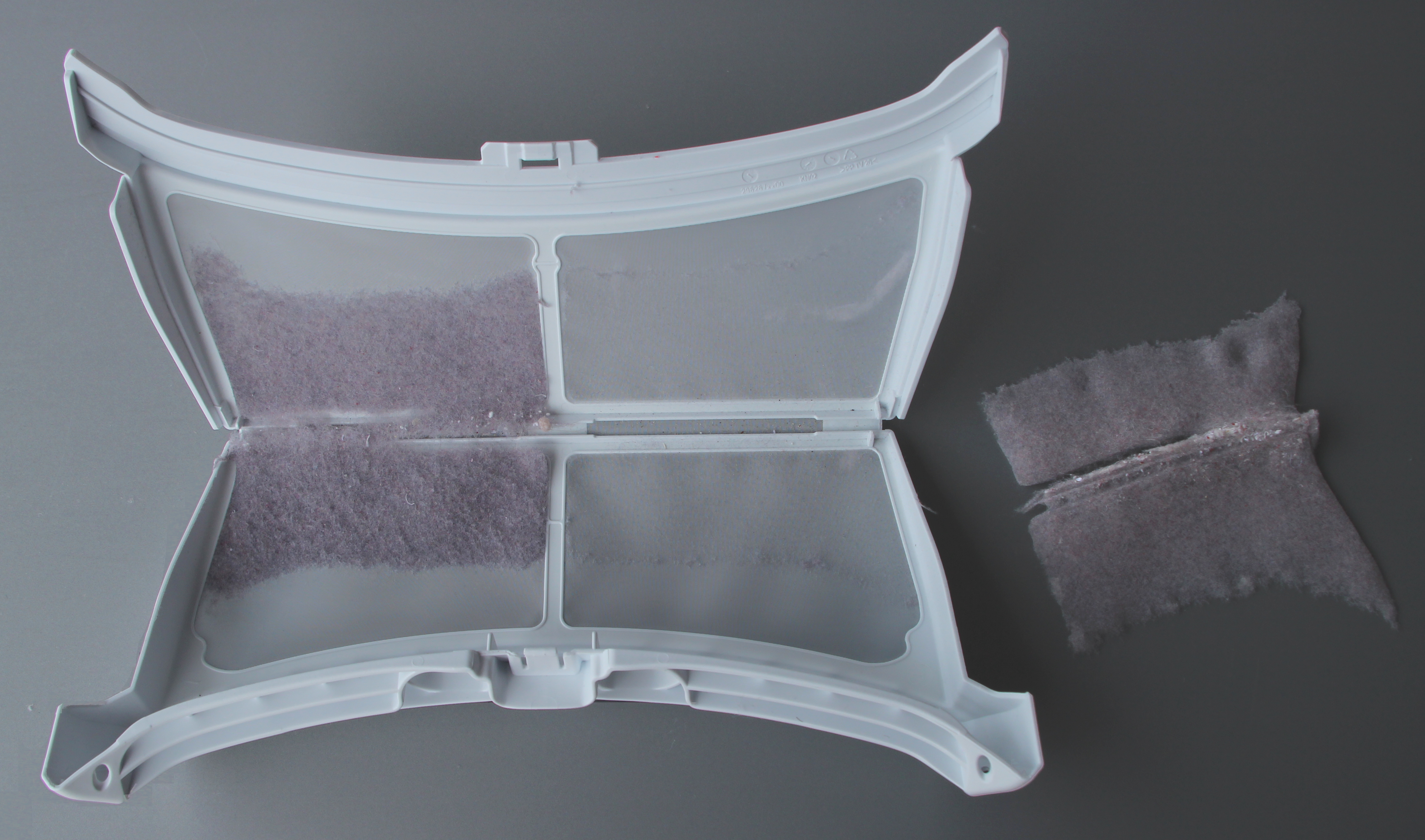
Die Flusen sind teilweise entnommen.
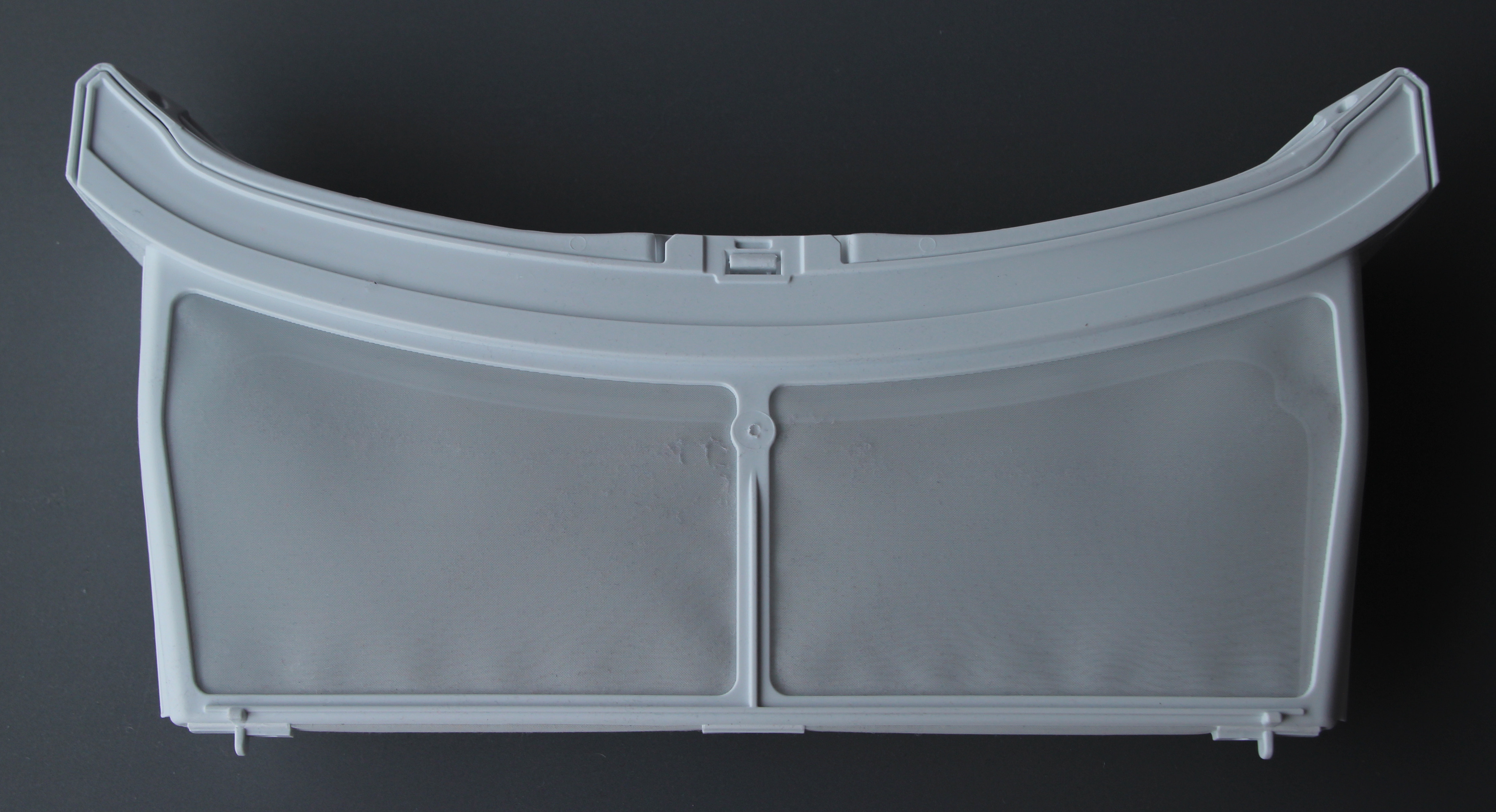
Das entfluste Sieb ist wieder einsetzbar.